# Замараев, Семён Алексеевич
Семён Алексеевич Замара́ев (1881—1940) — участник революционного движения в России, организатор большевистского подполья в Приморье и Забайкалье в годы гражданской войны.
Родился в 1881 году в семье волжского грузчика. Участник Первой русской революции. В 1904 году участвовал в Бакинской стачке. Сидел в тюрьмах Забайкалья: Нерчинской, Горно-Зерентуйской, Газимурской. Участвовал в организации забастовок и выступлений железнодорожников на станции Хилок. Из-за карательных отрядов Реннен-кампфа-Мюллера ему пришлось бежать в Приморье. Во Владивостоке в 1907—1910 годах был активным работником подполья, арестовывался.
После освобождения из владивостокской тюрьмы был направлен на Сучанский рудник, где с 1915 года работал токарем в механических мастерских. На руднике Замараев пропагандировал идеи РСДРП. В начале марта 1917 года выступил на большом митинге на центральной площади: говорил, что необходимо провести выборы в Совет рабочих депутатов и организовать профсоюз. На рабочих собраниях прошли выборы открытым голосованием. Замараев стал председателем Совета. В марте под руководством Замараева на руднике был создан профсоюз горнорабочих под председательством шахтёра Г. С. Локтева. 7 или 15 апреля была организована социал-демократической ячейка во главе с Замараевым. В её состав вошли семь человек: горняки. Руководство организации возложили на Замараева. К маю в ней числилось до 100 членов РСДРП. После бегства в августе управляющего рудником Егорова и находившихся под его влиянием штейгеров местный Совет организовал комиссию для управления рудником, в состав которой вошёл Замараев. В ноябре стал депутатом первого Сучанского Совета. Один из создателей Красной гвардии на руднике.
Летом 1918 года воевал против белочехов на Уссурийском фронте. Участвовал в борьбе с белогвардейцами в Забайкалье. В годы гражданской войны был организатором большевистского подполья в Приморье и Забайкалье. С 1933 года состоял в Восточносибирском отделении Всесоюзного общества старых большевиков станции Хилок. Умер в 1940 году.
В 1967 году решением Сучанского горисполкома в честь юбилея революции и 45-летия освобождения Приморья от интервентов и белогвардейцев улица Почтовая была переименована в улицу Семёна Замараева.